# Natalia Gherardi
Natalia Gherardi (Buenos Aires, 9 de marzo de 1971) es una abogada feminista y docente argentina,  Directora Ejecutiva del Equipo Latinoamericano de Justicia y Género (ELA).

## Biografía
Estudió derecho en la Universidad de Buenos Aires y es Traductora Pública de la misma Universidad. Se graduó en la Maestría en Derecho, por la London School of Economics and Political Science. 
Desde octubre de 2007 es Directora Ejecutiva del Equipo latinoamericano de Justicia y Género (ELA), una organización de la sociedad civil con sede en la República Argentina que promueve la equidad de género a través de las políticas públicas y el acceso a la justicia.
Es docente de la Universidad de Buenos Aires, la Universidad Nacional de Lanús y  la Universidad Nacional de La Plata.
Publicó artículos y capítulos de libros en los temas de su especialidad, que incluyen: acceso a la justicia; trabajo y políticas de cuidado; derechos sexuales y reproductivos, y violencia contra las mujeres. Fue consultora de la CEPAL, de la Comisión Interamericana de Mujeres  y de ONU Mujeres.

## Obra

### Algunas publicaciones
- Justicia, género y trabajo. Natalia Gherardi (compiladora). Red Alas. Editorial Libraria, Buenos Aires, 2012.[12]

- La justicia en construcción: derechos y género ante los tribunales y los medios de comunicación de América Latina. Natalia Gherardi (directora). ELA – Equipo latinoamericano de Justicia y Género, Buenos Aires, 2012.[13]

- LIDERA: participación en democracia. Experiencias de mujeres en el ámbito social y político en la Argentina. Natalia Gherardi (directora). ELA – Equipo latinoamericano de Justicia y Género, Buenos Aires, 2012.[14]

- Reflexiones jurídicas desde la perspectiva de género. Haydee Birgin y Natalia Gherardi (coordinadoras) . Editorial Fontamara, México, 2011.[15]

- La garantía de acceso a la justicia: Aportes empíricos y conceptuales. Haydee Birgin y Natalia Gherardi (coordinadoras) Editorial Fontamara, México, 2011.[16]

- Los derechos de las mujeres en la mira. Informe anual del Observatorio de Sentencias Judiciales – 2010. Natalia Gherardi (directora). ELA – Equipo latinoamericano de Justicia y Género, Buenos Aires, 2011.[17]

- Derechos de las mujeres y discurso jurídico. Informe anual del Observatorio de Sentencias Judiciales – 2009. Natalia Gherardi (directora). ELA – Equipo latinoamericano de Justicia y Género, Buenos Aires, 2010.[18]

- Informe sobre Género y Derechos Humanos en Argentina. Vigencia y respeto de los Derechos de las Mujeres (2005-2008)  ELA – Equipo latinoamericano de Justicia y Género. Editorial Biblos, 2009 (Coordinación y coautora de los capítulos sobre Derechos Humanos, Participación Política, Trabajo y Empleo, Salud, Familia y Autonomía de las Mujeres y Migrantes y Pueblos Originarios).[19]

- Los límites de la Ley: la salud reproductiva en la Argentina, Sandra Cesilini y Natalia Gherardi (editoras), Banco Mundial, Buenos Aires, 2003.[20]